# علي كندي (أرومية)
علي كندي هي قرية في مقاطعة أرومية، إيران. عدد سكان هذه القرية هو 159 في سنة 2006.